# Хойберг, Фред
Фредрик Кристиан «Фред» Хойберг (англ. Fredrick Kristian "Fred" Hoiberg; род. 15 октября, 1972 года, Линкольн, Небраска, США) — американский профессиональный баскетболист и тренер, который в последнее время работал главным тренером клуба Национальной баскетбольной ассоциации «Чикаго Буллз».

## Карьера баскетболиста
Хойберг, будучи мульти-талантливым спортсменом, был защитником футбольной команды и капитаном баскетбольной команды в средней школе Эймса в городе Эймсе, штат Айова. Он помог своей баскетбольной команде выиграть чемпионат штата в 1991 году, и был признан «Мистер Баскетбол» Айовы в этом году. Он решил играть в баскетбол в своём родном городе в команде Айова Стэйт Сайклонс, за которую стал играть в Конференции Большой восьмёрки, хотя ему сыпались предложения от других команд. Он играл три сезона под руководством тренера Джонни Орра и один сезон под руководством Тима Флойда. В 1995 году Хойберг был задрафтован командой Индиана Пэйсерс.
Хойберг в 1993 году получил прозвище «Мэр» (англ. The Mayor).
Национальная федерация средних школ штата объявила в 2012 году, что Хойберг был избран в Зал славы Национальных старших школ.